# Marianne Weingärtner
Marianne Weingärtner, auch Weingärtner-Porsche (* 15. März 1917 in Linz; † 9. März 1995 in Hamburg) war eine Künstlerin.

## Leben
Weingärtner wuchs in Hermannstadt in Siebenbürgen (Rumänien) auf, studierte von 1934 bis 1943 an der Academia de belle arte in Bukarest bei Jean Alexandru Steriadi und an der Hochschule für Bildende Künste in Berlin, darunter bei Gerhard Ulrich, Gustav Hilbert und Kurt Wehlte.
Nach dem Studium begann sie als freischaffende Künstlerin mit Malerei, Grafik und Zeichnung, Buch- und Pressezeichnung und Fotografie in Solothurn (Schweiz), München, Frankfurt am Main, Bremen und Hamburg. 1958 übernahm sie eine Professur an der Hochschule für Angewandte Wissenschaften, ehemals Fachhochschule Hamburg, Fachbereich Gestaltung (Anatomie und Figürliche Zeichnung, Pressezeichnung und Illustration, Karikatur, Comic), die sie bis 1980 innehatte.
Ab 1980 übernahm Weingärtner die Lehre für Anatomie und Figürliche Zeichnung am Institut für Kontaktstudien, Fachhochschule Hamburg. 1983 gründete und leitete sie den Meisterkreis Zeichnung und Malerei.

## Schaffensphase „Karneval in Venedig“
Weingärtner bereiste ab 1983 häufig Venedig und entwickelte eine Leidenschaft für den venezianischen Karneval. Diesen verarbeitete sie in zahlreichen Fotografien und Gemälden.
Das Goethe-Institut in Hamburg stellte 2006 über 80 ihrer Werke in einer Retrospektive aus. Die Ausstellung wurde von Birgit Kassovic kuratiert und gemeinsam mit dem langjährigen Lebensgefährten Weingärtners, Eike Thombansen, organisiert.

## Ausstellungen
Einzelausstellungen
- 1946 Haus am Waldsee, Berlin
- 1952 Midtown Gallery, New York
- 1957 Die Insel, Hamburg
- 1965 Kunstkabinett, Hannover
- 1976 BAT-Haus Hamburg
- 1979 Kunsthaus Hamburg
- 1983 Kunstetage Dresdner Bank, Hamburg und Kulturzentrum Coesfeld, Coesfeld
- 1986 Alsterhaus, Hamburg
- 1987 Kunstetage Dresdner Bank, Hamburg
- 1988 Galerie Jeanne, München
- 1992 Kunstetage Dresdner Bank, Hamburg
- 1994 Galerie neue deele, Jork
- 2006 Goethe-Institut, Hamburg
- 2009 galerie elbchaussee acht
- 2009 kurt ahlbrecht & partner, Hamburg

Teilnahme an Gruppenausstellungen u. a.
- 1968 Charlottenburger Schloß, Berlin
- 1974 Kunsthaus Hamburg
- 1986 Siebenbürgische Künstler des 20. Jahrhunderts, Hannover
- 1988 Haus der Kunst München
- 1990 Art Hamburg
- 1992 Galerie 10 – 10, Bonn, St. Petersburg, Alma Ata
- 1994 Gedok-Galerie, Hamburg
- 1995 Berufsverband Bildender Künstler, Hamburg

## Veröffentlichungen
- von Zeichnungen und Illustrationen in Buch, Presse- und Posterverlagen: Annabelle, Bremer Nachrichten, Brigitte, Die Neue Zeitung, Die Welt, Die Weltwoche, Die Zeit, Feinschmecker, Frankfurter Allgemeine Zeitung, Hamburger Abendblatt, Kulturmagazin Athena, Merkur, Prisma, Rowohlt-Verlag, Scala international, Stern, Telegraf, Universal Print u. a. m.
- Kunstsammlung Marianne Weingärtner
- Kuratorium Kunstsammlung Marianne Weingärtner